# El abrazo de la serpiente
El abrazo de la serpiente (Engels: Embrace of the Serpent) is een Colombiaans- Venezolaans- Argentijnse film uit 2015, geregisseerd door Ciro Guerra en losjes gebaseerd op de dagboeken van Theodor Koch-Grunberg en Richard Evans Schultes. De film ging in première op mei op het Filmfestival van Cannes in de sectie Quinzaine des réalisateurs.

## Verhaal
De film vertelt twee verhalen over gebeurtenissen die plaatsvonden tussen 1909 en 1940. In beide verhalen speelt Karamakate, een sjamaan en de laatste overlevende van zijn stam in het Amazonewoud. Hij reisde samen met twee wetenschappers, de Duitser Theodor Koch-Grunberg en de Amerikaan Richard Evans Schultes, op zoek naar de zeldzame yakruna, een heilige plant. De film is losjes geïnspireerd op de dagboeken die beide wetenschappers bijhielden over hun veldwerk in het Amazonewoud.

## Rolverdeling
| Acteur          | Personage              |
| --------------- | ---------------------- |
| Jan Bijvoet     | Theodor Koch-Grunberg  |
| Brionne Davis   | Richard Evans Schultes |
| Luigi Sciamanna | Gaspar                 |
| Nilbio Torres   | Jonge Karamakate       |
| Antonio Bolivar | Oude Karamakate        |
| Yauenkü Migue   | Manduca                |
| Nicolás Cancino | Anizetto               |

## Prijzen en nominaties
De film won 15 prijzen en werd voor 36 andere genomineerd. Een selectie:
| Jaar | Evenement                               | Categorie                    | Genomineerde              | Resultaat   |
| ---- | --------------------------------------- | ---------------------------- | ------------------------- | ----------- |
| 2015 | Cannes (68ste editie)                   | Art Cinema Award             | Ciro Guerra               | Gewonnen    |
| 2015 | Mar del Plata (30ste editie)            | Gouden Ástor voor beste film | El abrazo de la serpiente | Gewonnen    |
| 2016 | Academy Award (88ste editie)            | Beste niet-Engelstalige film | El abrazo de la serpiente | Genomineerd |
| 2016 | Independent Spirit Award (31ste editie) | Beste internationale film    | El abrazo de la serpiente | Genomineerd |
| 2017 | Cóndor de Plata (65ste editie)          | Beste Ibero-Amerikaanse film | El abrazo de la serpiente | Gewonnen    |

## Productie
De film werd genomineerd als Colombiaanse inzending voor de beste niet-Engelstalige film voor de 88ste Oscaruitreiking.